# Inhibiteur de tyrosine-kinase

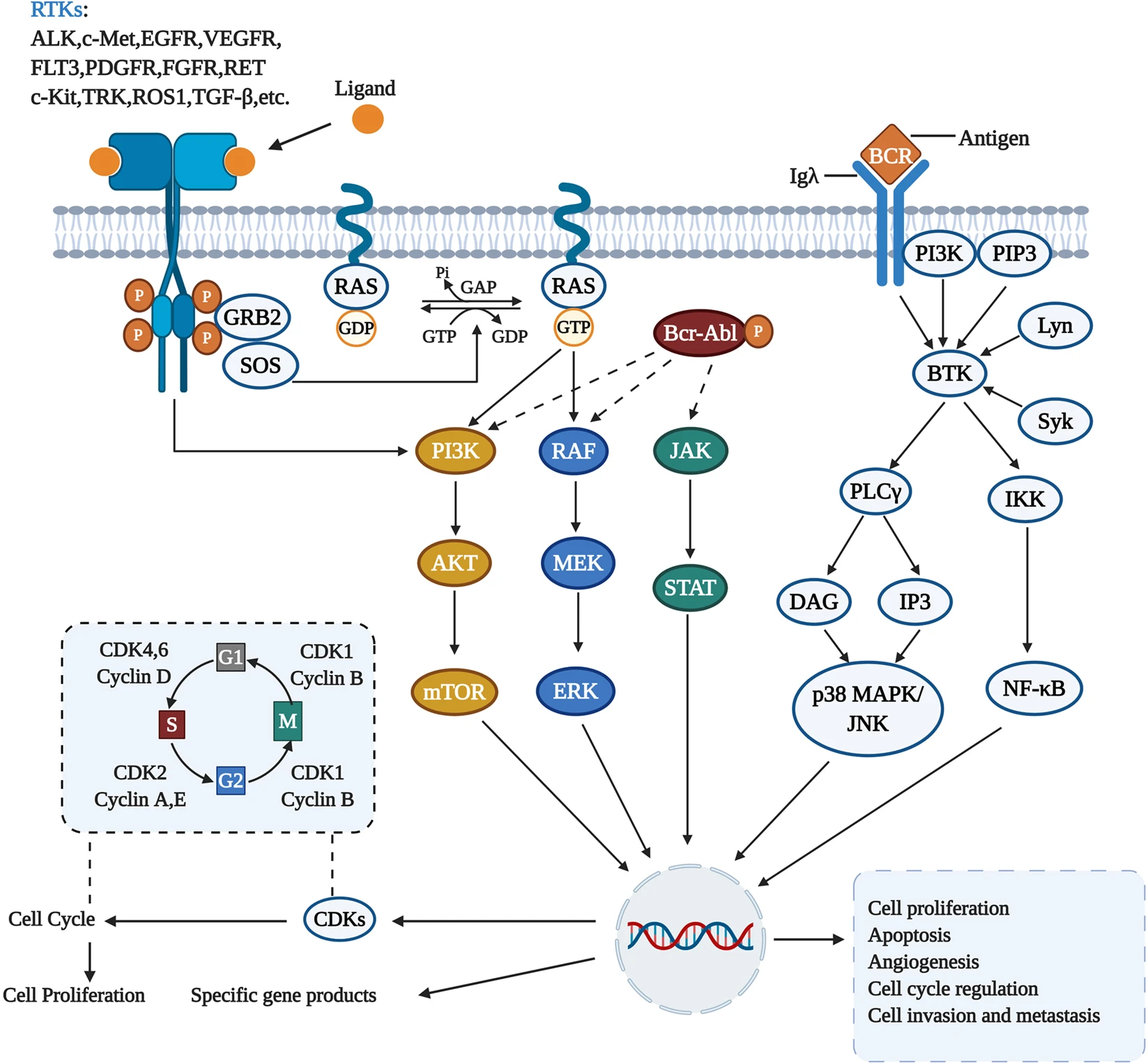
Différentes voies d'activation ciblées par les inhibiteurs de la tyrosine-kinase L'ensemble des récepteurs de la tyrosine-kinase (RTK) influence un petit nombre d'intermédiaires, tels que la phosphoinositide 3-kinase (PI3K) et les protéines-kinases activées par mitogènes (MAPK), activant ainsi les réseaux de signalisation complexes liés à la prolifération cellulaire, à la différenciation, à l'adhésion, à l'apoptose et migration.

Un inhibiteur de tyrosine-kinase est un médicament, antagoniste réversible, qui permet le blocage de l’activité des tyrosines-kinases, enzymes impliquées dans le processus de la signalisation cellulaire. Un inhibiteur de tyrosine-kinase est une thérapeutique ciblant la cellule cancéreuse. Les tyrosines-kinases jouent un rôle dans la communication, le développement, la division et la croissance des cellules.
Les inhibiteurs de tyrosines-kinases sont donc un type de traitement par inhibiteur du facteur de croissance. On les utilise notamment dans le traitement des cancers.
Dans le génome humain, quatre-vingt-dix tyrosines-kinases ont été identifiées, dont cinquante-six tyrosine-kinases réceptrices et trente-deux tyrosines-kinases cellulaires. Les inhibiteurs de la tyrosine-kinase utilisés comme thérapies ciblées sont conçus pour perturber les voies cellulaires qui régulent la croissance des cellules malignes.  Les inhibiteurs de tyrosine-kinase peuvent généralement être classés en petites molécules et macromolécules (par exemple, anticorps monoclonaux, polypeptides, conjugués anticorps-médicament et acides nucléiques),. Les inhibiteurs de la tyrosine-kinase ciblent les voies de signalisation impliquant le récepteur tyrosine-kinase ou les kinases intracellulaires qui régulent les cellules impliquées dans la prolifération et l'angiogenèse tumorale,. La sélectivité de la liaison de divers inhibiteurs de la tyrosine kinase à leurs cibles influence la puissance, le mécanisme d'action, la sélectivité et le profil d'innocuité de ces agents . Seuls certains inhibiteurs de la tyrosine-kinase présentent une sélectivité envers des protéines-kinases spécifiques alors que la plupart d'entre eux les inhibiteurs de la tyrosine-kinase inhibent plusieurs kinases (~ 10 à 100), ce qui entraîne un risque accru de toxicités.

## Mécanisme

### Les tyrosines-kinases
Les tyrosines-kinases sont des enzymes qui jouent un rôle essentiel dans la signalisation cellulaire. La plupart sont des protéines intracellulaires, mais certaines d’entre elles sont des récepteurs membranaires comprenant des domaines de liaison extracellulaires et intracellulaires. Elles assurent le transfert (transférase) d’un groupement phosphate de l’adénosine triphosphate (ATP) vers une protéine effectrice qui, elle, est impliquée dans la régulation cellulaire.

### Mécanisme d’action
Les récepteurs à activité tyrosine-kinase (RTK) sont des protéines transmembranaires impliquées dans la transduction intracytoplasmique du signal émanant du niveau extracellulaire. Au sein du milieu intracellulaire, d’autres protéines TK jouent également un rôle majeur dans la transduction du signal. L’activation de ces protéines ou récepteurs permet d’induire la prolifération, la croissance cellulaire tumorale, de réprimer l’apoptose, ainsi que de promouvoir l’angiogenèse et la diffusion métastatique.
L’autoactivation des tyrosines-kinases liées à l’acquisition d’anomalies génétiques au cours de l’oncogenèse est un phénomène fréquemment observé. Ces éléments justifient le fait que le développement d’inhibiteurs de tyrosine-kinases fasse l’objet d’efforts intenses en pharmacologie anticancéreuse. Les inhibiteurs de tyrosine kinases se fixent de manière compétitive sur les sites de liaison de l’ATP, ce qui permet donc le blocage de l’activation des sites tyrosine-kinase. La signalisation cellulaire, impliquée dans le contrôle de la prolifération cellulaire, est alors interrompue. Les cellules cancéreuses sont alors éliminées. Ce blocage peut de même conduire à celui de l’angiogenèse tumorale, qui est essentiel à la croissance et à la propagation des tumeurs.

## Effets secondaires

### Effets secondaires cardiovasculaires
Les médicaments contre le cancer sont répartis en 7 classes en fonction de leurs actions toxiques sur le cœur . La cardiotoxicité des inhibiteurs de la tyrosine-kinase implique les inhibiteurs à cible unique et multi-cibles. Les inhibiteurs peuvent avoir un effet néfaste sur les cellules endothéliales vasculaires et les cardiomyocytes,. Les inhibiteurs, en particulier ceux avec des activités multikinases, affectent plusieurs voies de transduction du signal, parmi lesquelles les plus touchées comprennent la cardiotrophine et son récepteur gp130, le récepteur du facteur de croissance épidermique , la phosphoinositide 3-kinase, la protéine-kinase activée par l'AMP, le système protéasomal de l'ubiquitine et les voies de l'autophagie lysosomale.
De même, les facteurs de croissance endothéliaux vasculaires impliqués dans l'angiogenèse, la fonction microvasculaire et la perfusion myocardique sont souvent impliqués dans le développement de lésions cardiaques induites par les inhibiteurs de la tyrosine-kinase.
| Classe thérapeutique -DCI | Molécule cible | Effets secondaires                                                         |
| --- | --- | -------------------------------------------------------------------------- |
| Inhibiteur du HER2 (trastuzumab, pertuzumab, lapatinib, nératinib) | HER2 | Insuffisance cardiaque gauche Insuffisance cardiaque congestive            |
| Inhibition de la voie de signalisation du facteur de croissance de l’endothélium vasculaire (bévacizumab, ramucirumab, aflibercept)                                       | Facteur de croissance de l’endothélium vasculaire                                                                        | Hypertension Cardiomyopathie                                               |
| Inhibiteur à activité anti facteur de croissance de l’endothélium vasculaire (sunitinib, sorafenib, pazopanib, axitinib, vandétanib, régorafinib, cabozatenib, lenvatinib | Facteur de croissance de l’endothélium vasculaire Platelet-Derived Growth Factor Receptor                                | Hypertension                                                               |
| Inhibiteur à cible multiple (imatinib, dasatinib, ponatinib, nilotinib)                                                                                                   | Platelet-Derived Growth Factor Receptor B-rapid accelerating fibrosarcoma Récepteur du facteur de croissance épidermique | Prolongation de l'espace QT Bradycardie Hypertension artérielle pulmonaire |
| Inhibiteur de la kinase du lymphome anaplasique (crizotinib, ceritinib)                                                                                                   | Kinase du lymphome anaplasique                                                                                           | Prolongation de l'espace QT Bradycardie                                    |
| Inhibiteur de la tyrosine kinase de Bruton (ibrutinib) | Tyrosine kinase de Bruton                                                                                                | Fibrillation auriculaire. Arythmie ventriculaire                           |
| Inhibiteur de la mitogen-activated protein kinase kinase (trametinib) | Mitogen-activated protein kinase kinase                                                                                  | Cardiomyopathie                                                            |

## Exemples d’inhibiteurs de tyrosines-kinases
N.B. Cette liste n’est pas exhaustive.
- Afatinib
- Cabozantinib
- Crizotinib
- Dabrafenib
- Dasatinib
- Erlotinib
- Imatinib
- Lenvatinib
- Midostaurine
- Masitinib
- Nilotinib
- Pazopanib
- Ponatinib
- Regoratinib
- Ripretinib
- Ruxolitinib
- Selpercatinib
- Sorafénib
- Sunitinib
- Tofacitinib
- Vemurafenib